# Circolo Pattinatori Pinè
De Circolo Pattinatori Pinè is een openlucht-kunstijsbaan in Baselga di Pinè, Italië. De ijsbaan is gelegen op 998 meter boven zeeniveau. Door zijn hoge ligging is het een van de snelste onoverdekte ijsbanen van de wereld. 
 Een andere snelle buitenijsbaan in Italië is de Arena Ritten in Collalbo.
De officiële naam van de ijsbaan luidt Circolo Pattinatori Pinè (Schaatsbaan van Pinè), maar in de schaatswereld wordt de baan meestal Baselga genoemd. Voordat er kunstijs lag in Baselga, werd er geschaatst op het Lago di Serraia.
Aanvankelijk was het de bedoeling om het schaatstoernooi van de Olympische Winterspelen 2026 hier te organiseren, echter bleken de kosten voor overkapping te hoog uit te vallen. Bij de vorige Spelen in Cortina d'Ampezzo, in 1956, werden de schaatswedstrijden gehouden op het meer van Misurina.

## Grote wedstrijden
Internationale kampioenschappen
- 1993 - WK junioren
- 1995 - WK allround mannen
- 2001 - EK allround
- 2013 - Winteruniversiade
- 2019 - WK junioren
- 2026 - Olympische Winterspelen

Wereldbekerwedstrijden
- 1985/1986 - Wereldbeker 6 mannen sprint
- 1986/1987 - Wereldbeker 3 mannen sprint (dag 1)
- 1988/1989 - Wereldbeker 4 mannen sprint
- 1990/1991 - Wereldbeker 7 vrouwen
- 1992/1993 - Wereldbeker 5 mannen sprint
- 1995/1996 - Wereldbeker 6 allround
- 1996/1997 - Wereldbeker 7 allround
- 1997/1998 - Wereldbeker 6 sprint
- 1999/2000 - Wereldbeker 8 allround
- 2002/2003 - Wereldbeker 7 allround
- 2004/2005 - Wereldbeker 7 allround
- 2007/2008 - Wereldbeker 7 allround

Nationale kampioenschappen
- 1996 - IK allround
- 1998 - IK allround
- 2000 - IK allround
- 2002 - IK allround
- 2004 - IK allround
- 2005 - IK sprint
- 2006 - IK allround
- 2007 - IK allround
- 2007 - IK sprint
- 2008 - IK allround
- 2009 - IK allround
- 2010 - IK sprint
- 2010 - IK allround
- 2011 - IK sprint
- 2012 - IK allround
- 2013 - IK allround
- 2014 - IK allround
- 2014 - IK sprint
- 2015 - IK sprint
- 2016 - IK allround
- 2016 - IK massastart
- 2017 - IK allround
- 2017 - IK sprint
- 2017 - IK massastart

## Baanrecords
| Afstand              | Schaatser                                  | Land | Tijd     | Datum      |
| -------------------- | ------------------------------------------ | ---- | -------- | ---------- |
| 100 m                | Gabriel Odor                               | AUT  | 12,33    | 25-02-2012 |
| 500 m                | David Bosa                                 | ITA  | 35,21    | 26-02-2021 |
| 1000 m               | Mirko Nenzi                                | ITA  | 1.09,32  | 17-12-2013 |
| 1500 m               | Shani Davis                                | USA  | 1.46,85  | 03-02-2008 |
| 3000 m               | Andrea Giovannini                          | ITA  | 3.45,20  | 04-01-2020 |
| 5000 m               | Davide Ghiotto                             | ITA  | 6.22,53  | 27-01-2023 |
| 10.000 m             | Davide Ghiotto                             | ITA  | 13.20,88 | 28-01-2023 |
| Ploegenachtervolging | Joo Hyung-joon Kim Cheol-min Ko Byung-wook | KOR  | 3.47,57  | 19-12-2013 |
| 2×500 m              | Tsubasa Hasegawa                           | JPN  | 71,000   | 14-12-2013 |
| Sprintvierkamp       | Ermanno Ioriatti                           | ITA  | 143,010  | 16-01-2011 |
| Minivierkamp         | Viktor Moesjtakov                          | RUS  | 152,464  | 17-01-2016 |
| Kleine vierkamp      | Roberto Sighel                             | ITA  | 157,353  | 14-02-1999 |
| Grote vierkamp       | Enrico Fabris                              | ITA  | 155,244  | 28-12-2008 |

| Afstand              | Schaatsster                               | Land | Tijd     | Datum      |
| -------------------- | ----------------------------------------- | ---- | -------- | ---------- |
| 100 m                | Nadia dal Sie                             | ITA  | 12,54    | 03-12-2016 |
| 500 m                | Femke Beuling                             | NED  | 38,38    | 15-02-2019 |
| 1000 m               | Michelle de Jong                          | NED  | 1.17,68  | 16-02-2019 |
| 1500 m               | Francesca Lollobrigida                    | ITA  | 1.58,21  | 27-02-2021 |
| 3000 m               | Gunda Niemann                             | GER  | 4.08,54  | 12-01-2001 |
| 5000 m               | Martina Sáblíková                         | CZE  | 7.05,17  | 17-12-2013 |
| 10.000 m             | Imke Hermans                              | NED  | 17.31,45 | 24-01-2008 |
| Ploegenachtervolging | Kim Bo-reum Park Do-yeong Yang Shin-young | KOR  | 3.06,53  | 19-12-2013 |
| 2×500 m              | Li Qishi                                  | CHN  | 78,840   | 06-03-2016 |
| Sprintvierkamp       | Catriona Le May-Doan                      | CAN  | 156,085  | 14-01-1998 |
| Minivierkamp         | Femke Kok                                 | NED  | 163,331  | 16-02-2019 |
| Kleine vierkamp      | Francesca Lollobrigida                    | ITA  | 165,159  | 27-02-2021 |
| Grote vierkamp       | Imke Hermans                              | NED  | 197,141  | 24-01-2008 |

## Bekende schaatsers uit Baselga di Pinè
- Roberto Sighel
- Matteo Anesi